# Margarita Salas
Pour les articles homonymes, voir Salas.
Margarita Salas Falgueras, née le 30 novembre 1938 à Canero (es) (Valdés) et morte le 7 novembre 2019 à Madrid, est une biochimiste et généticienne moléculaire espagnole.

## Biographie
Après avoir obtenu une licence de chimie à l'université complutense de Madrid, Margarita Salas y soutient une thèse en 1961 sous la direction d'Alberto Sols. Elle effectue ses recherches postdoctorales auprès de Severo Ochoa, prix Nobel de physiologie ou médecine en 1959. Elle enseigne et dirige ses recherches en biotechnologies au Conseil supérieur de la recherche scientifique.
En 2019, elle reçoit le prix de l’inventeur européen de l’année dans la catégorie le prix du public décerné par l’Office européen des brevets.

## Récompenses et honneurs
- 1986 : membre de l'Académie royale des sciences exactes, physiques et naturelles[3]
- 1998 : Prix de science et technologie du Mexique
- 2000 : prix L'Oréal-Unesco pour les femmes et la science[4]
- 2001 : membre de l'Académie royale espagnole
- 2005 : membre de l'Académie américaine des arts et des sciences[5]
- 2007 : membre de l'Académie nationale des sciences des États-Unis[6]
- membre de l'Académie européenne des sciences et des arts[7]
- 2008 : elle est anoblie par le roi Juan Carlos Ier et devient marquise de Canero[8]
- 2019 : prix de l’inventeur européen de l’année dans la catégorie le prix du public décerné par l’Office européen des brevets